# Нерешительный стрелок
«Нерешительный стрелок» (чеш. Váhavý střelec) — чехословацкий фильм 1957 года режиссёра Иво Томана.

## Сюжет
Мартин, робкий и эгоцентричный юноша, ученик часовщика, призван на срочную службу в армию. Незадолго до отъезда он знакомится с учительницей Евой. На призывном пункте Мартина определяют в десантники. Для робкого парня это катастрофа, он боится и упрямо отказывается прыгать с парашютом с самолета. С сослуживцами у него тоже не складывается — сам он недружелюбно относится к другим солдатам, и они отвечают ему различными розыгрышами. Отец Мартина пытается помочь своему сыну, но его вмешательство только ухудшает положение Мартина. Когда Ева приезжает навестить Мартина, он, поскольку солдаты в шутку зашили рукава его кителя, спешит и одевает чужой китель на котором висит значок о прыжке с парашютом. Ева в восторге от мужества Мартина, но вскоре появляется капрал и забирает у Мартина значок. Ева немедленно уходит, потому что ей не нравятся трусы. Кроме того, солдаты во взводе обвиняют Мартина в трусости и отсутствии товарищества. Мартин наконец признает, что они правы, набирается смелости и прыгает. Он едет домой в отпуск со значком, и все, что ему нужно сделать, это помириться с Евой.

## В ролях
- Ян Тршиска — Мартин Неничка
- Ярослав Марван — Якуб Неничка
- Мария Томашова — Эва, учительница
- Зденка Балдова — тётя Амалька
- Милош Недбал — дядя
- Станислав Нейманн — дедушка
- Мирослав Зоунар — Груда, ефрейтор
- Святоплук Матыаш — Царда, поручик
- Рудольф Елинек — Слама
- Станислав Зиндулка — Ржичанек
- Милош Главица — Пайер
- Владимир Меншик — эпизод
- Владимир Брабец — эпизод

## Критика
Кинокомедия «Нерешительный стрелок», поставленная режиссером Иво Томаном, не принадлежит к числу больших удач. Достоинства ее снижает некоторая надуманность сюжета. И специфика жанра не могла, конечно, компенсировать этот недостаток. Вызывает интерес в комедии лишь образ Ненички, созданный известным чешским комическим актером Ярославом Марваном, на творческом счету которого свыше ста семидесяти ролей. Актер этот хорошо знаком нашим зрителям по ряду фильмов.— Ежегодник кино. 1958 год. — М.: Искусство, 1958. — с. 144